# Папская академия христианских мучеников
Папская академия христианских мучеников (лат. Pontificia Academia Cultorum Martyrum, основана как Collegium Cultorum Martyrum) — одна из десяти папских академий, созданная для служения культу святых и мучеников, и проведения исследований истории раннего христианства, включая деятельность в катакомбах.
Академия работает под руководством и при поддержке со стороны Конгрегации богослужения и дисциплины таинств и Римской курии.

## История
Академия была создана 2 февраля 1879 года четырьмя видными исследователями раннего христианства — Мариано Армеллини, Адольфо Хайтреком, Орацио Марукки и Энрико Стивенсоном при поддержке Папской академии наук и Конгрегации богослужения и дисциплины таинств.

## Функции
На Академию возложено содействие культу христианских мучеников и исследования жизни христианских святых, а также надзор за историческими памятниками первых веков христианства, в том числе римскими катакомбами. Академия мучеников работает в тесном сотрудничестве с Папской академии археологии, организует торжественные мероприятия на древних христианских кладбищ, в катакомбах и других священных местах, а также исполняет религиозные функции на археологических конференциях.
Академия мучеников ежегодно проводит по крайней мере два общих собрания, они проходят в Папском Институте христианской археологии и Collegio Teutonico в Ватикане.

## Членство и руководство
Академия состоит из действительных членов — Sodales и ассоциированных членов — Associates, которыми могут быть как мужчины, так и женщины. По достижении 80 лет Sodales переходят в статус почётных членов.
Руководитель Академии имеет титул «Магистр» (Magister), он назначается и освобождается от должности папой.
В настоящее время Магистром академии является Фабрицио Бисконти.